# San Fermo della Battaglia
San Fermo della Battaglia település Olaszországban, Lombardia régióban, Como megyében. Lakosainak száma 7790 fő (2023. január 1.). San Fermo della Battaglia Colverde, Como, Montano Lucino és Chiasso községekkel határos.

## Népesség
A település lakossága az elmúlt években az alábbi módon változott:
| Lakosok száma | 4758 | 7754 | 7790 |
|               | 2017 | 2018 | 2023 |